# Tatort: Level X
Level X ist ein Fernsehfilm aus der Krimireihe Tatort. Der vom MDR produzierte Beitrag wurde am 11. Juni 2017 im Ersten ausgestrahlt. In dieser 1024. Tatort-Folge ermitteln die Dresdner Ermittler Sieland, Gorniak und Schnabel in ihrem dritten Fall.

## Handlung
Der 17-jährige Simson verdient Geld, indem er anderen Leuten Streiche („Pranks“) spielt, sich dabei filmt und live im Internet überträgt. Als sich der bekannte „Prankster“ mit einer Rockergruppe anlegt, wird er vor laufender Kamera auf der Flucht vor den Rockern von einem Unbekannten erschossen. Die Kommissarinnen Sieland und Gorniak (letztere hat die Tat zufällig bei ihrem Sohn Aaron im Livestream gesehen) übernehmen die Ermittlungen. Die zunächst verdächtigen Rocker können sich mit einem Video entlasten. Die Kommissarinnen untersuchen daraufhin Simsons Umfeld: seinen alleinerziehenden Vater, seinen Manager und seinen Konkurrenten Dennis, der als Prankster Scoopy im Schatten des erfolgreicheren Simson stand und nun zu seinem Nachfolger aufgebaut werden soll.
Sieland und Gorniak finden ein Video, in dem Simson die junge Pfarrerstochter Emilia vergewaltigt, sodass auch sie in den Fokus der Ermittlungen gerät. Schließlich können die Kommissarinnen Emilias Freund Dominik als Täter überführen – er tötete Simson als Vergeltung für die Vergewaltigung. Unterdessen lädt Dr. Tim Frantzen, umstrittener Drogen-Arzt, während eines Verhörs heimlich das Video mit der Vergewaltigung ins Internet hoch. Emilia unternimmt daraufhin vor laufender Kamera einen Suizidversuch, kann aber von Sieland in letzter Sekunde gerettet werden.

## Hintergrund
Der Film wurde vom 21. September 2016 bis zum 21. Oktober 2016 in Dresden und Umgebung gedreht. Schauplätze des Films sind unter anderem der Schlossplatz, das Stadion Dresden und die Versöhnungskirche.

### Kritiken
Die Kritiker der TV Spielfilm vergaben dem Film das Prädikat Tipp des Tages, bemängelten aber zugleich, dass der Film dem „TV-Publikum etwas plakativ jugendliches Mediennutzungsverhalten zu erklären versucht“. Das „mimische Ausdrucksvermögen“ von Nebendarsteller Wilson Gonzales Ochsenknecht sei „doch sehr eingeschränkt“.

„Dieser angestrengt jugendliche, angestrengt medienkritische, angestrengt mit dem Finger auf die Konkurrenz zeigende Fernsehkrimi ist etwas unglücklich in eine ARD-Themenwoche 'Woran glaubst Du?' programmiert worden. […] Was wirklich nervt an diesem 'Tatort': Wie wenig er sich in Wirklichkeit um sein Thema schert. Wie einfältig er seine Figuren zeichnet, wie einfallslos er die gängigsten Klischees zum Klickkapitalismus zwischen Beauty-Shopping und Prankstertum aneinanderreiht.“

### Einschaltquote
Die Erstausstrahlung von Level X am 11. Juni 2017 wurde in Deutschland von 6,94 Millionen Zuschauern gesehen und erreichte einen Marktanteil von 22,4 % für Das Erste.